# ホープウェル・センター

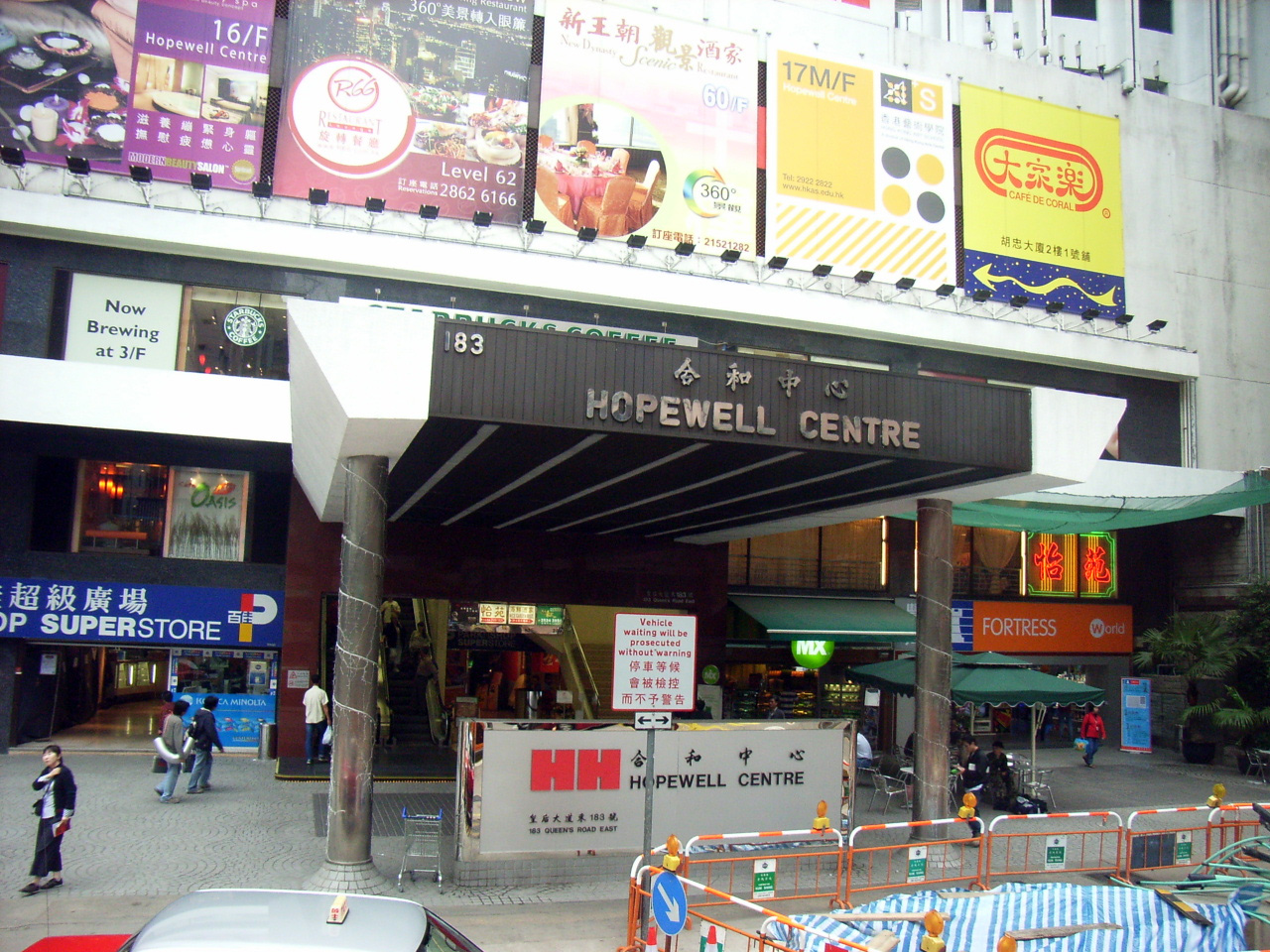
ホープウェル・センター、エントランス

ホープウェル・センター（英語：Hopewell Centre, 広東語：合和中心）とは、香港の香港島北部、湾仔（Wan Chai）に位置するショッピングセンター、オフィス、レストランなどを備えた複合施設である。

## 概要
ホープウェルセンターは地上64階建て、高さ216mを持つ円筒形の特徴ある外観を持った超高層ビルである。合和実業（Hopewell Holdings）により建設、また合和實業の経営者である胡應湘（Gordon Wu）により設計された。
湾仔地区の最も山側に位置し、皇后道東（Queen's Road East）に面する。ヴィクトリア湾からは多少離れた所にあるが、高台に建っていることもあって九龍半島側からも臨む事ができる。香港島のスカイラインを形成する建物のひとつである。
建物は1980年に完成し、香港でも早期に建設された超高層建築のひとつである。香港で初めて高さ200mを超えたビルであり、1990年に中環（Central）で建設された高さ367mの中国銀行タワーが竣工するまで、1980年代を通して香港で最も高いビルであった。
高層部は主にテナントオフィスとして利用されているが、最上部には展望レストランがある。このレストランには、専用のエレベーターで上がる事ができる。また低層部にはショッピングセンターが併設され、スーパーマーケット（百佳超級廣場：Park'n Shop）やファミリーレストラン（大家樂）、スターバックスなどが入居している。
夜間にはイルミネーションが点灯する。また屋上には円形のプールが設置されている。
ホープウェル・センター隣の敷地には、姉妹ビルで1991年に完成した地上38階建ての胡忠大廈（Wu Chung House）が建っている。

## 計画
船街（Ship Street）周辺で超高層のメガタワーホテル（Mega Tower Hotel）と呼ばれる、ホープウェル・センターの姉妹施設を合和實業が再開発で建設している。
しかしこの計画では、20世紀前半より続きかつての香港を偲ばせ文化的にも史料価値の高い、イギリス統治時代のショップハウス型住宅を再開発している為、これに異を唱えている住民や有識者も多い。周辺では抗議や回顧活動が頻繁に行われている。

## 周辺施設
- 香港MTR・湾仔駅
- 湾仔街市（中国語版）（Wanchai Market）

## 交通
- 香港MTR 港島線・湾仔駅
- トラム（路面電車）
- その他バス（巴士）、ミニバス（小巴）など利用